# The Damned (film)
Pour les articles homonymes, voir The Damned.
Pour plus de détails, voir Fiche technique et Distribution.
The Damned, aussi connu sous le titre de Gallows Hill, est un film d'horreur américano-colombien réalisé par Víctor García, sorti en 2014.

## Distribution
- Peter Facinelli : David
- Sophia Myles : Lauren
- Nathalia Ramos : Jill
- Carolina Guerra : Gina
- Julieta Salazar : Ana Maria